# Agnello vegetale della Tartaria

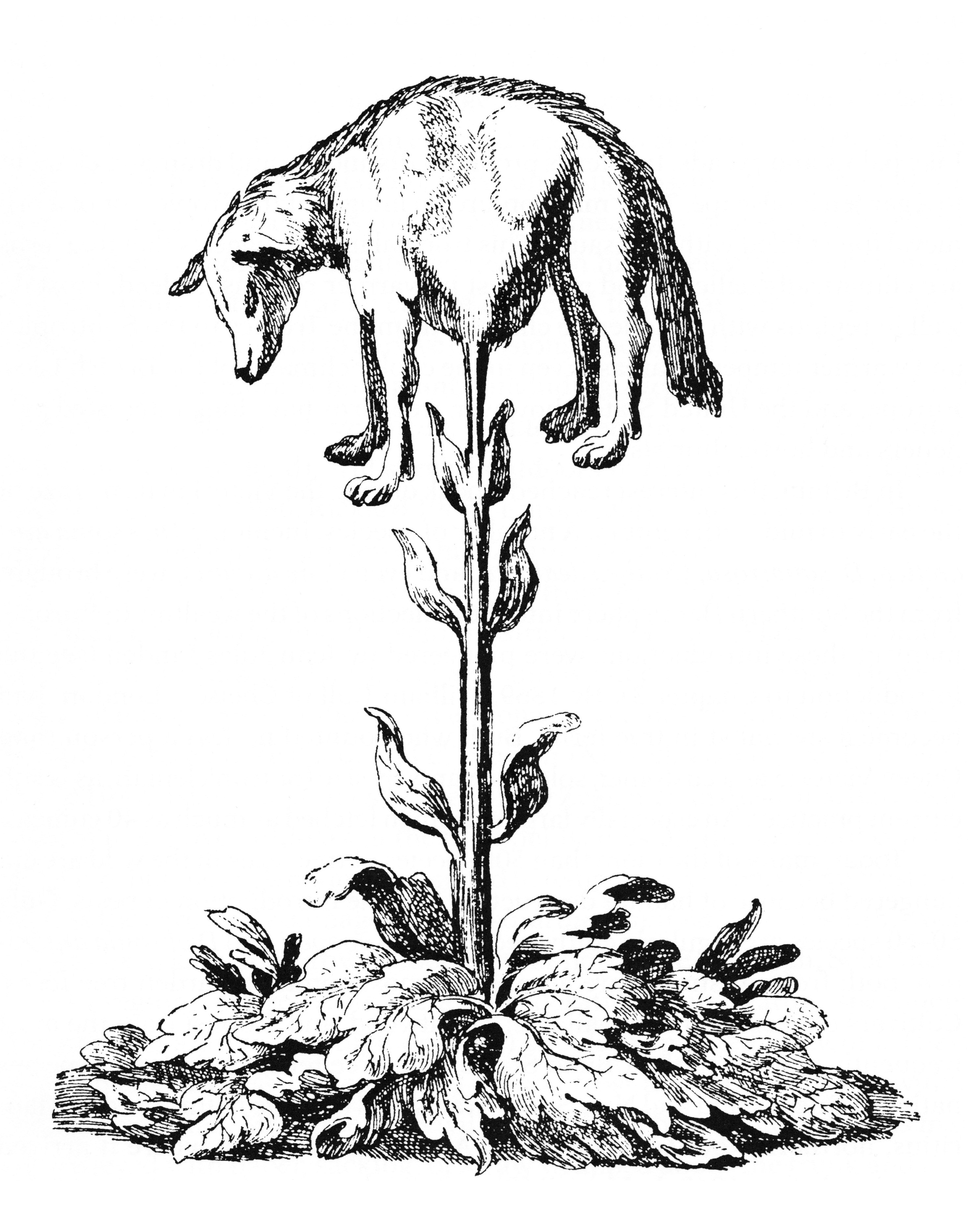
L'agnello vegetale della Tartaria

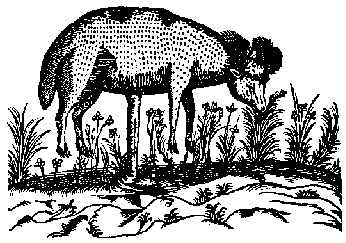
L'agnello vegetale in una illustrazione del XVII secolo. Si notino i due ciuffi di pelo al posto delle corna come descritto da Gustav Schlegel.

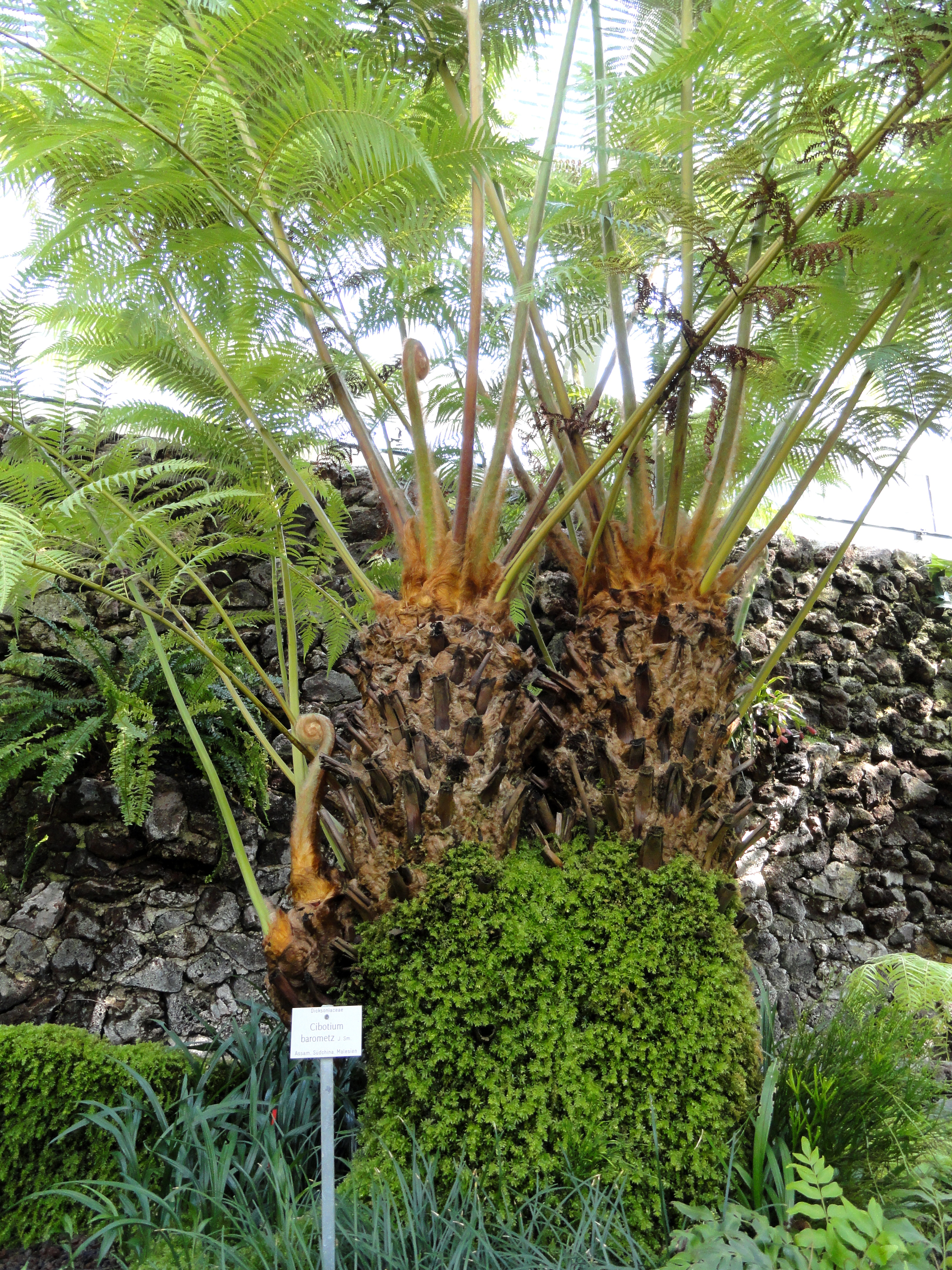
Cibotium barometz

L'Agnello vegetale della Tartaria (Latino: “Agnus scythicus” o “Planta Tartarica Barometz”) è una creatura leggendaria originaria dell'Asia centrale che combina caratteristiche animali e vegetali. Questa pianta mitologica si riteneva fosse in grado di produrre come frutti delle pecore. Tali prodigiosi frutti ovini erano, secondo la leggenda, collegati alla pianta tramite un cordone ombelicale che permetteva alla pecora di brucare l'erba intorno entro un certo raggio dalle proprie radici: quando tutto il nutrimento della pecora si esauriva, sia la pianta sia la pecora si seccavano, morendo.
Nonostante il mito sia nato come modo per spiegare l'esistenza del cotone secondo il pensiero medioevale, la leggenda si basa su una pianta realmente esistente, la Cibotium barometz, o Polypodium borametz, una felce del genere Cibotium, lanuginosa e con radici a fittone, solitamente in numero di quattro o cinque. L'agnello vegetale della Tartaria è noto con molti altri nomi, fra i quali Agnello della Scizia, Barometz, Borometz o Borametz, questi ultimi essendo diverse traslitterazioni della parola tartara che indica l'agnello. Nell'antichità era d'uso produrre delle “prove” dell'esistenza della miracolosa pianta, rimuovendo le foglie dalla parte terminale del rizoma dall'apparenza lanuginosa della felce: capovolgendo il tutto, il rizoma filamentoso poteva facilmente rassomigliare ad un agnello con tanto di lana, con le gambe formate dalle basi recise dei piccioli. Il Tradescant Museum of Garden History conserva un esemplare di "Barometz" sotto vetro.

## Caratteristiche
Nel suo libro, The Vegetable Lamb of Tartary (1887), il naturalista Henry Lee descrive il leggendario agnello come ritenuto essere dai cronisti medievali contemporaneamente un animale vero e proprio ed una pianta; tuttavia asserisce che alcuni scrittori credevano che il Barometz fosse in tutto e per tutto il frutto di una pianta, nato da semi simili a quelli del melone, e che qualora l'agnello si fosse separato dallo stelo che lo ancorava al suolo, sarebbe morto. Si credeva che l'agnello vegetale possedesse sangue, ossa e carne simili a quelle di un normale ovino, ma che fosse connesso alla terra da un fusto simile ad un cordone ombelicale che sorreggeva l'agnello in alto.
Con il tempo poi il gambo si sarebbe flesso in avanti sotto il peso del suo stesso frutto, permettendo all'agnello di consumare l'erba intorno. Una volta che tutta l'erba disponibile nel raggio d'azione dell'agnello fosse finita, l'agnello moriva e poteva quindi essere consumato. Secondo la leggenda il suo sangue era dolce come miele e la sua lana era usata dai nativi della Tartaria per fabbricare copricapi ed altri generi di abbigliamento. Gli unici altri animali carnivori che attaccavano l'agnello vegetale (oltre naturalmente agli umani) erano ritenuti essere i lupi.

## Possibili origini
Una creatura sostanzialmente identica, combinante caratteristiche sia animali che vegetali, è menzionata nella tradizione popolare ebraica non prima del 436 a.C. Questa creatura, chiamata Yeduah, era del tutto simile ad un agnello nella forma e spuntava dalla terra connessa ad uno stelo. Coloro che andavano a caccia dello Yeduah potevano effettuare il “raccolto” dell'animale solamente recidendo lo stelo con frecce o dardi. Una volta che l'animale era stato disgiunto dal suolo, moriva rapidamente e le sue ossa potevano essere usate nella divinazione e in alcune cerimonie profetiche. Una versione alternativa narra del Faduah, una pianta di forma umana connessa alla terra da uno stelo attaccato al suo ombelico. A differenza del Barometz, il Faduah era ritenuta una pianta aggressiva, che aveva l'abitudine di afferrare e uccidere ogni creatura che gli capitava a tiro. Come l'agnello vegetale però, anche il Faduah moriva se il suo stelo era reciso.
Odorico da Pordenone, francescano italiano nato nel 1265, riporta di come, sentendo della prima volta parlare del Barometz, gli fosse venuto in mente di un altro genere di simili piante prodigiose che vivevano sulle coste del Mare di Irlanda. Questi alberi producevano frutti simili a Cucurbitacee, che cadendo in acqua germogliavano in uccelli chiamati Barnacle. Odorico si riferiva ad un'altra leggendaria pianta zoofita (che, insieme all'agnello vegetale o alla mandragora, condivideva una doppia natura animale-vegetale), cioè l'Albero delle Barnacle, che era ritenuto crescere affacciato sulla costa e lasciar cadere i propri frutti nel mare vicino alle isole Orcadi. Il frutto aderiva quindi ad una varietà di sostrati, come scogli o altre sporgenze, lasciando intravedere un ciuffo di piume bagnate al proprio interno ed infine, a piena maturazione, rilasciava un'oca adulta perfettamente formata. La leggenda di una simile pianta-animale era generalmente accettata per spiegare la presenza di sole oche facciabianca adulte nel Nord Europa., assenza dovuta alle curiose abitudini riproduttive di questa specie e spiegata solo nel XX secolo.
Nel suo lavoro intitolato The Shui-yang or Watersheep and The Agnus Scythicus or Vegetable Lamb (1892), il naturalista e sinologo Gustav Schlegel indica la leggenda cinese della pecora d'acqua come ispirazione originale della leggenda dell'agnello vegetale della Tartaria. In maniera molto simile all'agnello, la pecora d'acqua era ritenuta essere sia una pianta che un animale, e le leggende che la riguardavano ponevano la sua terra d'origine in Persia. Era connessa alla terra da uno stelo e, se lo stemma era reciso, si seccava e moriva. L'animale era protetto dai suoi predatori da una recinzione artificiale e da uomini armati che gridavano e battevano su tamburi. Si diceva che la sua lana fosse usata per vestiti pregiati e copricapi. Allo stesso modo in cui l'Agnello Vegetale della Tartaria era una spiegazione per il cotone, la pecora d'acqua era probabilmente una spiegazione al bisso.

## In cerca della leggenda

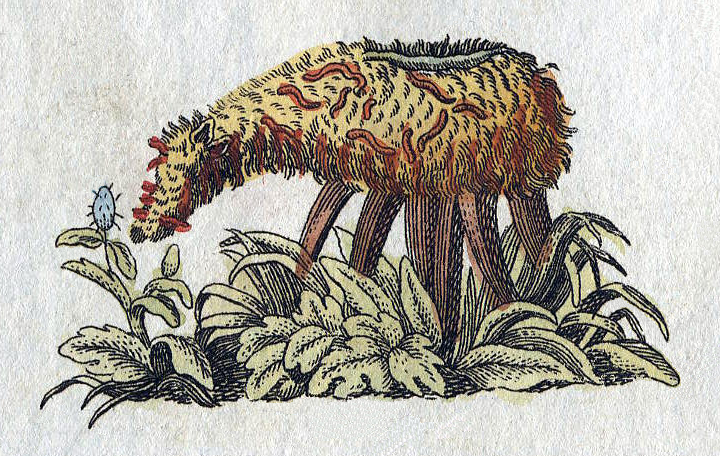
Das Boramez, oder Scythische Lamm da un libro di illustrazioni per bambini di Friedrich Justin Bertuch

Le versioni più antiche della leggenda descrivono l'agnello come un frutto che sorgeva da un seme simile ad un melone o una cucurbitacea, perfettamente formato, come se fosse nato in maniera naturale. Con il passare del tempo, questo concetto fu rimpiazzato dall'idea che l'agnello fosse sia un frutto che un animale. Gustav Schlegel, nel suo libro sulle varie leggende che riguardano l'agnello vegetale, riporta che l'agnello nasceva senza corna, ma con due ciuffi di bianchi, ricci capelli al posto di esse.
La diffusione della leggenda presso il popolo inglese nel XIV secolo è attribuita Sir John Mandeville, che la raccontò nelle sue opere durante il regno di Edoardo III. Mandeville ritornò dalla Tartaria descrivendo un bizzarro frutto simile ad una strana zucca originario di quelle terre. Una volta maturo, il frutto si apriva, rivelando al suo interno quello che sembrava in tutto e per tutto un agnello, ma senza ancora lana; a quel punto il frutto e l'agnello venivano mangiati.
Anche Odorico da Pordenone, avendo viaggiato a lungo confermò di aver sentito di zucche in Persia che quando mature si aprivano per rivelare al proprio interno creature simili agli agnelli.
Nella metà del XVI secolo, Sigismund von Herberstein, che nel 1517 e nel 1526 fu ambasciatore presso l'imperatore Massimiliano I e Carlo V, presentò un resoconto molto più dettagliato sul Barometz nel suo Rerum Moscoviticarum commentarii, uno fra i più antichi trattati sulla Russia. Asserì di aver appreso la storia da molte fonti, tutte troppo affidabili per dubitare dell'esistenza dell'agnello vegetale, e diede una collocazione esatta della creatura, vicino al Mar Caspio, fra il fiume Jaick e il Volga. La creatura, che nasceva da semi somiglianti a meloni, poteva raggiungere un'altezza pari a 80 cm, ed era simile ad un agnello per molti aspetti, eccetto alcuni: nelle sue vene scorreva una linfa simile al sangue, ma la sua carne era dissimile da quella di un agnello, essendo invece più simile a quella di un crostaceo. Diversamente da un regolare agnello, i suoi zoccoli erano fatti di spessa peluria; era un cibo prediletto dai lupi e da molti altri animali.
Il medico e studioso tedesco Engelbert Kaempfer, accompagnò una delegazione in Persia nel 1683 con l'intenzione di trovare l'agnello. Dopo aver parlato con degli indigeni e non aver trovato nessuna prova fisica dell'esistenza dell'agnello vegetale, concluse che si trattava di una leggenda. Tuttavia, osservò l'usanza dei locali di rimuovere un agnello ancora non nato dall'utero della madre, per raccoglierne la sofficissima lana e ritenne si potesse trattare di una possibile origine della leggenda. Kaempfer ipotizzò ulteriormente che i campioni di lana fetale conservati nei musei potessero essere erroneamente attribuiti ad una sostanza vegetale.

## Nella poesia
Molti autori scrissero poesie integrando nei loro versi la leggenda del Barometz. La leggenda dell'Agnello Vegetale colpì molto l'immaginazione di autori settecenteschi come Erasmus Darwin, che scrisse una composizione sul borametz nella sua opera Il Giardino Botanico (1781) e Demetrius De La Croix, che ne scrisse nella sua opera intitolata Connubia Florum, Latino Carmine Demonstrata (1791). Precedentemente, Guillaume de Salluste Du Bartas scrisse dell'agnello della tartaria nel suo lavoro La Semaine (1587). Nel suo componimento Adamo passeggia per il Giardino dell'Eden ed è stupefatto dalla singolarità della creatura.

## Nella letteratura
Denis Diderot scrisse un articolo sull'Agnus scythicus nella prima edizione della sua Encyclopédie e la creatura è descritta anche da Thomas Browne nel terzo libro dell'opera Pseudodoxia Epidemica. L'Agnello Vegetale della Tartaria appare inoltre come Borametz nel famoso Manuale di zoologia fantastica di Jorge Luis Borges.